# Saint-Lieux-lès-Lavaur
Saint-Lieux-lès-Lavaur [sɛ̃ ljø lɛ lavoʁ] (okzitanisch: Sant Lionç de La Vaur) ist eine südfranzösische Gemeinde mit 1.232 Einwohnern (Stand: 1. Januar 2022) im Département Tarn in der Region Okzitanien (vor 2016: Midi-Pyrénées). Sie gehört zum Arrondissement Castres und zum Kanton Les Portes du Tarn (bis 2015: Kanton Lavaur). Die Einwohner werden Léonciens genannt.

## Lage
Saint-Lieux-lès-Lavaur liegt auf der orografischen linken, d. h. westlichen, Flussseite des Agout in einer Flussschleife, die die südliche Gemeindegrenze bildet. Saint-Lieux-lès-Lavaur wird umgeben von den Nachbargemeinden Giroussens im Norden und Osten, Saint-Jean-de-Rives im Süden und Südosten, Lugan im Südwesten, Saint-Sulpice-la-Pointe im Westen sowie Coufouleux im Nordwesten.

## Bevölkerungsentwicklung
| Jahr                      | 1962 | 1968 | 1975 | 1982 | 1990 | 1999 | 2006 | 2013 |
| Einwohner                 | 586  | 580  | 581  | 626  | 701  | 732  | 822  | 973  |
| Quelle: Cassini und INSEE |      |      |      |      |      |      |      |      |

## Sehenswürdigkeiten
- Kirche Saint-Léonce